# John E. Moss

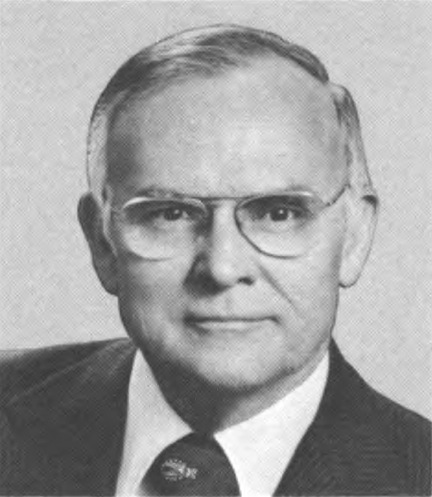
John E. Moss (1977)

John Emerson Moss (* 13. April 1915 in Hiawatha, Carbon County, Utah; † 5. Dezember 1997 in San Francisco, Kalifornien) war ein US-amerikanischer Politiker. Zwischen 1953 und 1978 vertrat er den Bundesstaat Kalifornien im US-Repräsentantenhaus.

## Werdegang
Im Jahr 1923 zog John Moss mit seinen Eltern nach Sacramento in Kalifornien, wo er die öffentlichen Schulen besuchte. Zwischen 1931 und 1933 absolvierte er das Sacramento Junior College. Von 1938 bis 1943 war er im Handel tätig. Gleichzeitig schlug er als Mitglied der Demokratischen Partei eine politische Laufbahn ein. Zwischen 1938 und 1980 gehörte Moss dem Staatsvorstand seiner Partei an. Außerdem war er in den Jahren 1942 bis 1944 im Vorstand der Nachwuchsorganisation California Young Democrats. Während des Zweiten Weltkrieges diente er zwischen 1943 und 1945 in der US Navy. Nach dem Krieg arbeitete er in der Immobilienbranche. Zwischen 1949 und 1952 saß er als Abgeordneter in der California State Assembly.
Bei den Kongresswahlen des Jahres 1952 wurde Moss im dritten Wahlbezirk von Kalifornien in das US-Repräsentantenhaus in Washington, D.C. gewählt, wo er am 3. Januar 1953 die Nachfolge von J. Leroy Johnson antrat. Nach zwölf Wiederwahlen konnte er bis zum 31. Dezember 1978 fast 13 Legislaturperioden im Kongress absolvieren. In seine Zeit im Kongress fielen unter anderem der Kalte Krieg, die Bürgerrechtsbewegung, der Vietnamkrieg und die Watergate-Affäre. John Moss brachte 1966 den Freedom of Information Act und im Jahr 1973 das Verbraucherschutzgesetz Consumer Product Safety Act im Kongress ein. Er war Vorsitzender von vier Unterausschüssen und Mitglied in fünf weiteren Unterausschüssen.
1978 verzichtete Moss auf eine weitere Kandidatur. Er trat am 31. Dezember dieses Jahres, vier Tage vor dem offiziellen Ende der Legislaturperiode, von seinem Mandat zurück. Nach dem Ende seiner Zeit im US-Repräsentantenhaus ist er politisch nicht mehr in Erscheinung getreten. Er starb am 5. Dezember 1997 in San Francisco und wurde in Sacramento beigesetzt.